# جيمس الكسندر هاميلتون
جيمس الكسندر هاميلتون (بالإنجليزية: James Alexander Hamilton)‏ هو محامي وجندي أمريكي، ولد في 14 أبريل 1788 في نيويورك في الولايات المتحدة، وتوفي في 24 سبتمبر 1878.